# Ommata boucheri
Ommata boucheri là một loài bọ cánh cứng trong họ Cerambycidae.